# Alonso de Castillo Solórzano
Alonso de Castillo Solórzano (Tordesillas, 1 de octubre de 1584-Zaragoza, 1647) fue un escritor español del Barroco.

## Biografía
Sus padres eran de origen valenciano: pequeña nobleza dedicada a servir a la alta. El padre era camarero del duque de Alba y Alonso pudo disfrutar de una educación notable (quizás bajo la dirección de su abuelo materno el abogado Pedro Griján), pero interrumpió sus estudios al morir su padre cuando contaba trece años. Tal vez siguiera estudios en la Universidad de Salamanca, puesto que su familia servía a la casa de Alba: en su novela Aventuras del bachiller Trapaza describe muy bien el mundo estudiantil de esa ciudad. Así sería si su relato "Quien todo lo quiere, todo lo pierde", incluido en La garduña de Sevilla, tuviese en el personaje del licenciado Monsalve algo de autobiográfico. Pero lo cierto es que desde su nacimiento hasta 1616 no se sabe absolutamente nada sobre él: quizás estaba al servicio de la casa de Alba o instalado en Tordesillas.
El 27 de febrero de 1617 enfermó de gravedad y redactó un testamento en que nombra heredera universal a su tía Catalina Griján; también se averigua por este documento que estaba casado con una tal Agustina Paz. El 12 de octubre de este mismo año murió su madre, Ana Griján; un año después lo hizo su tía Catalina. De ambas recibió herencias exiguas que liquidó enseguida, bien para instalarse en la Corte, bien para pagar deudas, o quizá para las dos cosas; más parece lo primero. Lo declara en Las Harpías en Madrid:

Granada y Córdoba no niego que no son muy buenas ciudades; aquella, ilustrada con tantos moradores, Real Chancillería y concurso de negociantes; y ésta poblada de antiguas casas de nobles caballeros y ricos ciudadanos; mas en comparación de Madrid, corte del español monarca, cada una de estas ciudades es una aldea, ¿qué digo aldea?: un solitario cortijo. Es Madrid un maremagno donde todo bajel navega, desde el más poderoso galeón hasta el más humilde y pequeño esquife; es el refugio de todo peregrino viviente, el amparo de todos los que la buscan; su grandeza anima a vivir en ella, su trato hechiza y su confusión alegra. ¿A qué humilde sujeto no engrandece y muda de condición para aspirar a mayor parte? ¿Qué linaje obscuro y bajo no baptizó con nuevo apellido para pasar plaza de noble? Finalmente, Teodora, la corte es el lugar de los milagros y el centro de las transformaciones

El 4 de abril de 1618, quizá a punto de trasladarse, redactó otro testamento en Tordesillas en que nombra heredera universal a su ya citada esposa y cita a una niña adoptiva que han criado juntos, quizá natural, Ana Velarde. No tuvo otra descendencia. Se declara gentilhombre del conde de Benavente y en 1619 se hallaba ya en Madrid sirviéndolo, como atestiguan dos documentos: una información por Juan de Ulloa para acreditar los derechos del escritor a la herencia de su madre Ana Griján y un soneto preliminar al libro de su paisano Cristóbal González de Tomeo Vida y penitencia de santa Teodora de Alejandría. Esta es la primera pieza literaria que se conserva de él.
Enseguida se introdujo entre los escritores seguidores de Lope de Vega, quien por entonces atacaba a los poetas culteranos, y participó en las numerosas academias literarias que entonces había en la Corte. En 1621 aporta un soneto junto a otro de Lope para celebrar la miscelánea Los cigarrales de Toledo publicada en ese año por Tirso de Molina. En 1622 interviene con un soneto en las fiestas del Colegio Imperial en honor de la canonización de san Ignacio de Loyola y san Francisco Javier y aporta un soneto, unas décimas y un romance firmado con seudónimo a las famosas justas poéticas organizadas en la canonización de san Isidro, que Lope usó para su propio enaltecimiento y el de sus discípulos y para atacar a los culteranos; Solórzano obtuvo el tercer premio. Traba además profunda amistad con Sebastián Francisco de Medrano, quien desde 1617 hasta 1622 presidió la Academia de Madrid; Solórzano es designado secretario de esta academia en la Cuaresma de 1622, época en la que se disolvió, pero vuelve a ocupar el mismo puesto al año siguiente cuando se refunda bajo el amparo de Francisco de Mendoza.
Sin embargo, su situación económica empeoró hasta el punto de que el 17 de abril de 1622 se vio obligado a vender su título nobiliario. Desde el 18 de marzo de 1622 aparece en diversos documentos como criado o gentilhombre del marqués del Villar, a quien dedica la segunda parte de los Donaires y bajo cuya protección redacta Tardes entretenidas, Tiempo de regocijo y Jornadas alegres.
Algo debió ocurrir para que abandonara su servicio por el de otro noble, ya que el 22 de marzo de 1627 aparece como criado del marqués de los Vélez; eso le obliga a abandonar Madrid porque el marqués (Luis Fajardo Requeséns) fue nombrado virrey de Valencia en 1628; Castillo se trasladó con él a esta ciudad, lo que explica que sus obras narrativas Lisardo enamorado y Huerta de Valencia se publiquen allí en 1629.
A principios de la década de los treinta Castillo reside en Barcelona. Viajó a Milán acompañando a su amigo Sebastián Francisco de Medrano; allí publicó una colección de poemas y comedias de este último (Favores de las musas, 1631). Debió regresar pronto a Barcelona para publicar tres obras narrativas: Las harpías en Madrid, La niña de los embustes y Los amantes andaluces, y luego volvió a Valencia, donde publica en 1634 Fiestas del jardín y, en 1635, Sagrario de Valencia. Como el 24 de diciembre de 1631 había fallecido ya Luis Fajardo Requeséns, marqués de los Vélez, Castillo había pasado a servir al nuevo, Pedro Fajardo, y lo siguió a Zaragoza cuando en 1635 fue nombrado virrey de Aragón; allí publicó en Aventuras del bachiller Trapaza (1637) y terminó en octubre de ese mismo año la comedia de figurón El mayorazgo figura. En 1639 da por concluida Sala de recreación y publica el Epítome de la vida y hechos del ínclito rey don Pedro de Aragón. 

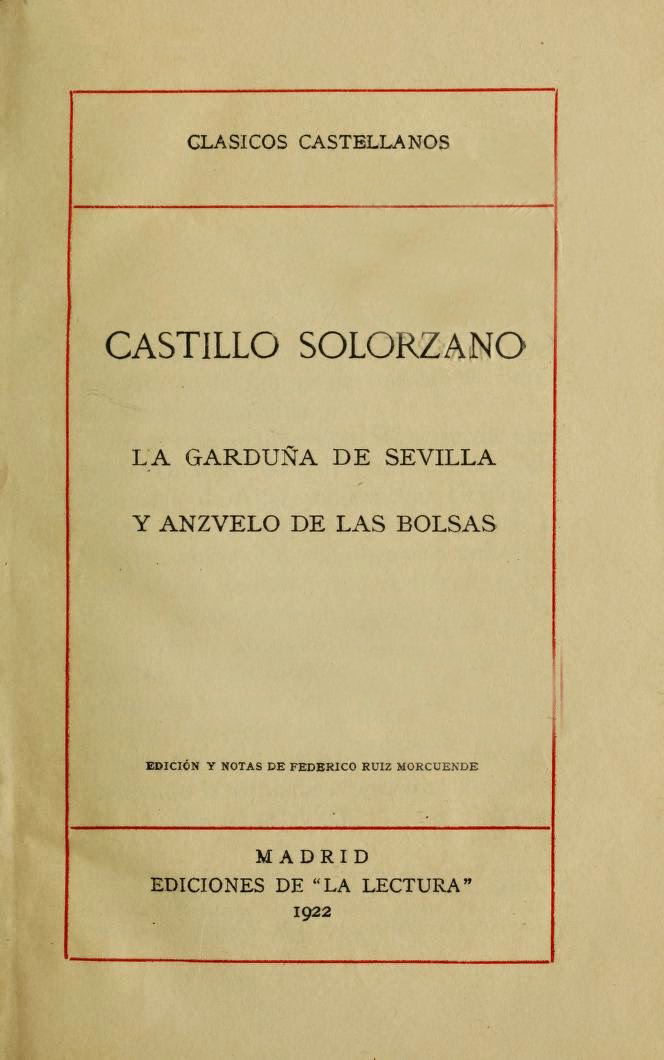
La garduña de Sevilla y anzvelo de las bolsas (1922). Clásicos Castellanos. Ediciones "La Lectura".

Aún seguirá viajando más: en 1640 el marqués fue nombrado virrey de Cataluña y Castillo Solórzano volvió a Barcelona, donde publicó en 1640 Los alivios de Casandra, de la que hizo una segunda edición en 1641. En este año ya se pierde toda pista sobre su persona, aunque hay que suponer que debió de morir en algún lugar de Italia, ya que el marqués don Pedro Fajardo fue nombrado por este tiempo embajador en Roma en 1642 y allí se publicó La garduña de Sevilla y anzuelo de las bolsas, quizá su libro más famoso, donde trata de conjugar la fórmula de la novela picaresca con los ambientes elevados y la finura expositiva de la novela cortesana, dando cabida a argumentos amorosos y aventureros. Su señor fue nombrado después virrey de Sicilia y también falleció allí en 1647.
En suma, Alonso de Castillo Solórzano fue un pequeño noble provinciano de escasos recursos económicos que pudo publicar una dilatada obra literaria gracias a la protección que le dispensaron algunos nobles y mecenas mucho más importantes que él, sacando fruto de su capacidad para adaptarse a los distintos ambientes literarios de todas las ciudades en que se vio forzado a residir siguiendo a sus protectores.
Del éxito de sus obras da fe que una de sus comedias, El marqués de Cigarral, fuera traducida por el francés Paul Scarron, quien entró además a saco en otras de sus obras para componer las suyas. En su época fue tenido por maestro en el campo de la poesía cómica, cuyas piezas reunió en su mayor parte en los Donaires; lo atestiguan las continuas alusiones a la gracia, sal e ingenio de Castillo Solórzano en El laurel de Apolo de Lope de Vega, en el Orfeo en lengua castellana de Juan de Jauregui y en los vejámenes de los escritores de la Academia de Mendoza Anastasio Pantaleón de Ribera, Gabriel del Corral y José Camerino. Por otra parte, cabe atribuir a Alonso de Castillo Solórzano la invención, o al menos la consolidación como género, de la comedia de figurón.

## Obras

### Narrativa
- Tardes entretenidas (Madrid: por la viuda de Alonso Martín, a costa de Alonso Pérez mercader de libros, 1625). Se reimprimió cinco veces hasta Madrid: Don Pedro Joseph de Padilla, 1729. Hay ed. moderna en la Colección selecta de antiguas novelas españolas, con una advertencia de Emilio Cotarelo y Mori, Madrid: Imprenta Ibérica, 1908, vol. IX,y otra de Patrizia Campana, Barcelona: Montesinos, Biblioteca de Clásicos y Raros, 1992. Sus novelas cortas fueron desglosadas e impresas en otras colecciones facticias. Las que contiene la colección original son:
  - El amor en la venganza
  - La fantasma de Valencia
  - El Proteo de Madrid
  - El socorro en el peligro
  - El culto graduado
  - Engañar con la verdad
- Jornadas alegres (Madrid: Juan González, a costa de Alonso Pérez mercader de libros, 1626). Hay ediciones modernas en la Colección selecta de antiguas novelas españolas, con una advertencia de Emilio Cotarelo y Mori, Madrid: E. Maestre, 1909, XVI, y otra de Julia Barella y Mita Valvassori, Madrid: Sial Ediciones (Colección Prosa Barroca), 2019. Contiene las siguientes novelas cortas, denominadas "Sucesos":
  - No hay mal que no venga por bien
  - La obligación cumplida
  - La cruel aragonesa
  - La libertad merecida
  - El obstinado arrepentido
  - Las bodas de Manzanares
- Tiempo de regocijo y carnestolendas de Madrid (Madrid: Luis Sánchez, a costa de Alonso Pérez, mercader de libros, 1627). Hay edición moderna en la Colección selecta de antiguas novelas españolas por Emilio Cotarelo y Mori, Madrid: E. Maestre, 1907, vol. II, pp. XXIV (Introducción) + 435 + 1 n.n. Tiempo de regocijo ocupa las pp. 181–435.
- Escarmientos de amor moralizados, Sevilla: Manuel Sande, impresor y mercader de libros, 1628.
- Huerta de Valencia, Valencia: Miguel Sorolla, 1629. Hay ed. moderna de Eduardo Juliá Martínez, Madrid: Sociedad de Bibliófilos Españoles, 1944, vol. XV.
- Lisardo enamorado, Valencia: Juan Crisóstomo Garriz, junto al molino de Rouella, 1629. La novela es una segunda versión retocada de Escarmientos de amor moralizados.[5] Hay ed. moderna de Eduardo Juliá Martínez, Madrid, Biblioteca Selecta de Clásicos Españoles, Real Academia Española, serie II, tomo III, 1947.
- Noches de placer, Barcelona: Sebastián de Cormellas, 1631. Hay al menos tres ed. modernas: en la Colección selecta de antiguas novelas españolas, con una advertencia de Emilio Cotarelo y Mori, Madrid, Viuda de Rico, 1906, V, y  en Biblioteca de Clásicos Selectos, Barcelona: Editorial Maucci, 1914; y otra reciente a cargo de Giulia Giorgi, Madrid: Sial (Prosa Barroca), 2013. Contiene varias novelas cortas, algunas de las cuales se desglosaron y publicaron en otras colecciones. La original consta de estas doce:
  - Las dos dichas sin pensar
  - La cautela sin efecto
  - La ingratitud y el castigo
  - El inobediente
  - Atrevimiento y ventura
  - El bien hacer no se pierde
  - El pronóstico cumplido
  - La fuerza castigada
  - El celoso hasta la muerte
  - El ingrato Federico
  - El honor recuperado
  - El premio de la virtud
- Las harpías en Madrid, Barcelona: Sebastián de Cormellas, 1631, reimpresa en el mismo lugar e imprenta en 1633. Hay varias eds. modernas: en la Colección selecta de antiguas novelas españolas, con una introducción de Emilio Cotarelo y Mori, Madrid: E. Maestre, 1907, vol. VII; la de Pablo Jauralde Pou, Madrid: Castalia, 1985 y la de José Ignacio Barrio Olano, Sevilla: Doble J, 2007. También hay una facsímil de Milán: “La Goliardica” s. a. s., Litografía Dante Cislaghi, 1966.
- La niña de los embustes Teresa de Manzanares, Barcelona: Gerónimo Margarit, a cosa de Juan Sapera librero, 1632. Hay varias eds. modernas: en la Colección selecta de antiguas novelas españolas, con introducción y notas de Emilio Cotarelo y Mori, Madrid: Viuda de Rico, 1906, vol. III; en la Colección de autores regocijados, Madrid: Aguilar, 1929, vol. IV; New York: Instituto de las Españas, 1936; en La novela picaresca, estudio, selección, prólogo y notas por Ángel Valbuena Prat, Madrid: Aguilar, 1943; y en Picaresca femenina (La Hija de Celestina. La niña de los embustes, Teresa de Manzanares), ed. de Antonio Rey Hazas, Barcelona: Plaza y Janés, 1986 y la ed. de María Soledad Arredondo, Barcelona: De Bolsillo, 2005, entre otras.
- Los amantes andaluces. Barcelona: Sebastián de Cormellas, 1633. Hay edición facsímil de Hildesheim – New York: Editorial Olms, 1973, y una edición moderna a cargo de Margherita Mulas, Madrid: Sial (Prosa Barroca), 2020.
- Fiestas del jardín que contienen tres comedias y quatro novelas (Valencia: Silvestre Esparsa, en la calle de las Barcas, a costa de Felipe Pincina, 1634). Hay edición facsímil, Hildesheim – New York, Editorial Olms, 1973; y una crítica de Juan Luis Fuentes Nieto, Madrid; Sial (Prosa Barroca), 2019. Contiene las comedias Los encantos de Bretaña, La fantasma de Valencia y El marqués del cigarral y las novelas La vuelta del ruiseñor, La injusta ley derogada, Los hermanos parecidos y La crianza bien lograda
- Patrón de Alcira, Zaragoza: Pedro Verges, 1636.
- Sagrario de Valencia, en quien se incluyen las vidas de los ilustres Santos hijos suyos, y del Reyno. A la muy noble, leal, y coronada Ciudad de Valencia. (Valencia: Silvestre Esparsa, à la calle de las Barcas, a costa de Juan Sonzonio, mercader de libros, 1635).
- Aventuras del bachiller Trapaza, quinta essencia de embusteros y maestro de embelecadores... (Zaragoza: Pedro Verges, a costa de Pedro Alfay, mercader de libros, 1637). Se reimprimió en Madrid: Pedro José Alonso y Padilla, 1733; Madrid: Imp. A. Yenes – Librería de Pérez, 1844; Madrid: El Tiempo, 1880; Madrid: Sucesores de Minuesas de Los Ríos, 1905. Hay eds. modernas: en La novela picaresca, estudio, selección, prólogo y notas por Ángel Valbuena Prat, Madrid: Aguilar, 1943; Madrid: Ediciones Atlas, 1944; ed. de Agustín del Campo, Madrid: Editorial Castilla, 1948;  ed. del hispanista Jacques Joset, Madrid: Cátedra, 1986.
- Los alivios de Casandra, Barcelona: Emprenta de Jayme Romeu, delante Santiago, 1640; se reimprimió en el mismo lugar e imprenta en 1641. Se ha publicado una edición moderna a cargo de Andrea Bresadola, Madrid: Sial (Prosa Barroca), 2020. Contiene las novelas cortas La confusión de una noche, A un engaño otro mayor, Los efectos que hace amor, Amor con amor se paga, En el delito el remedio y la comedia El mayorazgo figura.
- La garduña de Sevilla y anzuelo de las bolsas Madrid: Imprenta del Reino – Domingo Sanz de Herrán, 1642 y Barcelona: Sebastián de Cormellas, 1644. Reimpresa en Madrid: Alonso y Padilla, 1733 y Madrid: Joseph Alonso y Padilla, 1773. También en Madrid: Imprenta de la Viuda de Jordán e hijos, 1844 o 1845; en Novelistas posteriores a Cervantes, con un bosquejo histórico sobre la novela española por D. Eustaquio Fernández de Navarrete, Madrid, BAE, XXXIII, vol. II, 1845, pp. 169–234; Madrid: José M. Maras, 1846; Madrid: Francisco de Paula Mellado, 1846; en el Tesoro de novelistas españoles antiguos y modernos, con una introducción y noticias de D. Eugenio de Ochoa, París: Baudry, 1847, vol. II, pp. 1-128; en Obras en prosa festivas y satíricas de los más eminentes ingenios españoles, Barcelona – Madrid: Publicaciones Ilustradas la Maravilla, II, 1862; Madrid: Viuda de Jordán, 1884;  Barcelona, D. Cortezo y Co., Biblioteca Clásica Española, 1887; París: Luis Michaud, 1911; París, Imp. de Pierre Landais, s. a.; edición de F. Ruiz Morcuende, Madrid: Ed. La Lectura, 1922; otra con prólogo de N. Sánchez Balástegui, Sevilla, M. Rivas, 1923;  ed., prólogo y notas de F. Ruiz Morcuende, Madrid, Espasa-Calpe, Clásicos Castellanos, 1922; en La novela picaresca, estudio, selección y notas por Ángel Valbuena Prat, Madrid, Aguilar, 1943, pp. 1491–1592 entre otras.
- Sala de Recreación Zaragoza: herederos de Pedro Lanaja y Lamarca, impresor del Reino de Aragón y de la Universidad, a costa de Jusepe Alfay, mercader de libros, 1649 (póstumo). Hay edición moderna, introducción y notas de R. F. Glenn y F. G. Very, Chapell Hill, North Carolina: Estudios de Hispanófila, 1977. Contiene las novelas cortas:
  - La dicha merecida
  - El disfrazado
  - Más puede amor que la sangre
  - Escarmiento de atrevidos
  - Las pruebas en la mujer
  - La comedia La torre de Florisbella.
- La quinta de Laura, Zaragoza: Real Hospital de nuestra Señora de Gracia – M. Lizau, 1649 (póstuma). Reimpresa en Madrid: Pedro Joseph Alonso y Padilla, 1732. Contiene las novelas
  - La ingratitud castigada
  - La inclinación española
  - El desdén vuelto a favor y Novela escrita sin i
  - No hay mal que no venga por bien
  - Lances de amor y fortuna
  - El duende de Zaragoza

### Historia
- Epítome de la vida y hechos del ínclito rey don Pedro de Aragón  Zaragoza: Diego Dormer, 1639. Hay manuscrito original en la BNE con el título Epítome de la vida y hechos del Ínclito Rey Don Pedro de Aragón Tercero deste nombre, cognominado el grande. Hijo del muy esclarecido Rey don Jaime el Conquistador
- Historia de Marco Antonio y Cleopatra, última reina de Egipto, Zaragoza: Pedro Verges, 1639 y Madrid: Pedro José Alonso y Padilla, 1736. Hay ed. moderna con una selección de poemas alusivos originales del propio autor y de otros ingenios del Siglo de Oro, prólogo de Fernando Gutiérrez, aguafuertes de Andrés Lambert, Barcelona: J. Porter, 1947. Edición a cargo de don Federico Torelló Cendra, socio fundador de la Asociación de Bibliofilos de Barcelona.

### Poesía
- Donayres del Parnaso, Madrid: Diego Flamenco, 1624, volumen de poesía satírica que se imprimió dos veces en ese año.
- Donayres del Parnaso. Segunda parte, Madrid: Diego Flamenco, a costa de Lucas Ramírez, mercader de libros, 1625.[6]

### Teatro
- El casamentero, 1627, entremés. Hay ed. moderna en la Colección de entremeses, loas, bailes, jácaras y mojigangas desde fines del siglo XVI a mediados del XVII, ordenada por D. Emilio Cotarelo y Mori, Madrid, 1911, pp. 303–309.
- El agravio satisfecho, 1629.
- El comisario de figuras, 1631, entremés incluido en Las harpías de Madrid.
- La prueba de los doctores, 1632, entremés incluido en La niña de los embustes.
- El barbador, 1632, entremés, incluido en La niña de los embustes...
- Los encantos de Bretaña, 1634
- La fantasma de Valencia, 1634.
- El marqués del cigarral, 1634, 1647, 1676, 1679, 1703 y varias sueltas sin año. Se imprimió además en Dramáticos contemporáneos de Lope de Vega. Colección escogida y ordenada por D. Ramón de Mesonero Romanos, Biblioteca de Autores Españoles, XLV, vol. II, pp. 309–325
- El mayorazgo figura, 1638 (manuscrito), 1640. Se imprimió además en Dramáticos contemporáneos de Lope de Vega. Colección escogida y ordenada por D. Ramón de Mesonero Romanos, en la Biblioteca de Autores Españoles, XLV, vol. II, pp. 289–307. Hay ed,. moderna de Ignacio Arellano, Barcelona, PPU, 1989.
- La torre de Florisbella, 1649.
- Victoria de Norlingen y el infante en Alemania, 1667.
- Entremés famoso de la castañera, 1637, incluido en Las aventuras del bachiller Trapaza; también en 1668, atribuido falsamente a Francisco de Monteser. Hay eds. modernas en la Colección de entremeses, loas, bailes, jácaras y mojigangas desde fines del siglo XVI a mediados del XVII, ordenada por D. Emilio Cotarelo y Mori, Madrid, 1911, pp. 318–321; en la Antología del entremés (desde Lope de Rueda hasta Antonio de Zamora). Siglos XVI-XVII, selección, estudio preliminar y notas de Felicidad Buendía, Madrid, 1965, pp. 443–455, y varias de Celsa Carmen García Valdés (1885, 2005. 2009).
- El fuego dado al cielo, auto sacramental sin año. Hay eds. modernas de Franco Bacchelli, en Miscellanea di Studi Ispanici, Pisa, 1974, pp. 181–272 y de Gabriel Maldonado Palmero, Huelva, Regué, 2000.

### Obras atribuidas
- Quijote de Avellaneda,[7]
- En 2019 un estudio firmado por Rosa Navarro Durán[8] afirma que María de Zayas es solo un heterónimo de Alonso de Castillo Solórzano.